# يان أندرسون (سياسي)
يان أندرسون (بالإنجليزية: Ian Anderson)‏ هو سياسي أيرلندي، ولد في 16 يونيو 1925، وتوفي في 11 يناير 2005.